# Pakistanische Nukleardoktrin
Die pakistanische Nukleardoktrin regelt das Verhalten der Atommacht Pakistan mit ihren Kernwaffen im Falle eines Krieges, insbesondere mit dem benachbarten Indien, das ebenfalls über Kernwaffen verfügt.
Die Nukleardoktrin nimmt die militärische Überlegenheit der indischen Streitkräfte, vor allem ihrer höheren Personalreserven an. Sie sieht daher vor, dass Pakistan in einer Situation defensiver Bedrängnis in der konventionellen Kriegsführung einen nuklearen Erstschlag durchführt. Dies setzt allerdings voraus, dass alle bisherigen Verteidigungsmaßnahmen der Streitkräfte Pakistans gescheitert sind. Des Weiteren muss voraussehbar sein, dass weitere Verteidigungsmaßnahmen nicht zielführend sind und dass Indien das pakistanische Territorium tatsächlich in existenzielle Bedrängnis zu bringen droht.